# 室蘭市消防本部
室蘭市消防本部（むろらんししょうぼうほんぶ）は、北海道室蘭市の消防部局（消防本部）。

## 沿革
- 1943年（昭和18年）7月15日、官設消防発足。特設室蘭消防署設置（本署、直轄、第1（港町）、第2（母恋）、第3（御前水）、第4（輪西）、第5（東町）、第6（中島）、第7（本輪西）の出張所、修理工場）。
- 1948年（昭和23年）3月7日、自治消防発足。特設室蘭消防署が室蘭市に移管されて自治体消防となる。
- 1952年（昭和27年）3月7日、出張所の名称変更（本部、直轄、祝津、母恋、御前水、輪西、東室蘭、中島、本輪西）。
- 1959年（昭和34年）8月29日、室蘭市消防本部機械整備工場が市民会館建設のため閉鎖。
- 1960年（昭和35年）8月3日、室蘭市消防音楽隊が発足。
- 1962年（昭和37年）10月31日、消防庁舎竣工（幸町118番に室蘭市役所総合庁舎増築工事の一部として1・2階を使用、望楼30m）[1]。
- 1964年（昭和39年）8月31日、東室蘭に室蘭市合同庁舎竣工（望楼30m）[2]。東室蘭出張所が10月2日に移転し、東出張所（後の東支署）と改称。
- 1967年（昭和42年）7月、御前水出張所を廃止。
- 1968年（昭和43年）3月31日、高砂出張所を開設。
- 1972年（昭和47年）11月13日、白鳥台出張所を開設。
- 1980年（昭和55年）3月26日、輪西出張所が新築移転し、輪西支署と改称。
- 1981年（昭和56年）4月2日、本輪西出張所が新築移転し、本輪西支署と改称。1署3支署4出張所体制となる。
- 1985年（昭和60年）4月1日、消防署が東支署に移転し、旧消防署は幸支署と改称。
- 1990年（平成2年）3月13日、入江合同庁舎完成（幸支署と母恋出張所を合併移転。室蘭市港湾部と合同）、1署3支署3出張所体制となる。
- 1991年（平成3年）4月1日、北海道広域消防相互応援協定締結。
- 1999年（平成11年）2月1日、現在地にて室蘭市消防総合庁舎業務開始（消防署と輪西支署の統合により輪西支署を廃止）[3]。1本部1署2支署3出張所体制となる。発信地表示システム運用開始。
- 2000年（平成12年）4月1日、室蘭市消防音楽隊を廃止。
- 2005年（平成17年）3月31日、入江支署と祝津出張所の統合により祝津出張所を廃止。1本部1署2支署2出張所体制となる。
- 2015年（平成27年）7月1日、蘭北支署が開署（本輪西支署と白鳥台出張所を統合）。1本部1署2支署1出張所体制となる。消防救急デジタル無線、車両動態管理装置（AVM）本格稼働[4]。

## 組織
- 本部
  - 総務課
  - 警防課
    - 警防係
    - 装備係

  - 予防課
    - 予防係
    - 危険物係
- 消防署
- 入江支署
- 蘭北支署
- 高砂出張所

## 消防車両
- 火災原因調査車：1
- 予防広報車：1
- 警防連絡車：1
- 機械整備車：1
- 総務連絡車：1
- 指揮車：1
- はしご消防自動車：1
- 水槽付消防ポンプ車：6
- 化学消防ポンプ車：4
- 救助工作車：1
- 高規格救急車：4
- 大型高所放水車：1
- 大型化学消防車：1
- 資機材搬送車：1
- 災害支援車：1
- 災害対応多目的車：1
- 多目的活動車：1
- 泡原液搬送車：1

## 消防署
| 消防署       | 住所          | 支署                                          | 出張所                |
| ------------ | ------------- | --------------------------------------------- | --------------------- |
| 室蘭市消防署 | 東町2丁目28-7 | 入江：海岸町1丁目20-30 蘭北：陣屋町3丁目117-1 | 高砂：高砂町4丁目1-15 |